# Vicent Coll i Pitarch
Vicent Coll i Pitarch (Benicarló, Baix Maestrat, 12 de març de 1964) és un poeta i polític valencià. Treballa com a educador social, sindicalista de Comissions Obreres i és secretari d'administració del Bloc Nacionalista Valencià. Ha col·laborat a les revistes Passadís, Quadern de Lletres, La Veu de Benicarló, Setmanari d'Informació i La Feram.
Inicialment havia militat a Unitat del Poble Valencià. El 29 de juny de 1992 fou detingut en el marc de l'Operació Garzón sota l'acusació d'haver format part del Comando Castelló de Terra Lliure i de ser responsable set atemptats amb explosius a València i Castelló contra edificis del Ministeri d'Obres Públiques, Telefònica i del Ministeri d'Hisenda, contra dues unitats mòbils de televisió, una caserna de la Guàrdia Civil i una subestació elèctrica entre 1988 i 1992. El 10 de juliol de 1995 fou condemnat a un any de presó per pertinença a banda armada i a quatre penes de presó menor per quatre delictes de terrorisme comesos entre 1988 i 1992, però fou indultat el 1996, perquè reconegué els fets i s'acollí a les mesures de reinserció. A les eleccions a les Corts Valencianes de 2007 fou candidat per Compromís pel País Valencià per la província de Castelló.

## Llibres publicats
- L'angúnia dels empedrats (1992)
- Roda de solituds (1994) (Premi Vicent Andrés Estellés de poesia, 1993)[7]